# Serieåret 1927

## Händelser

### Juli

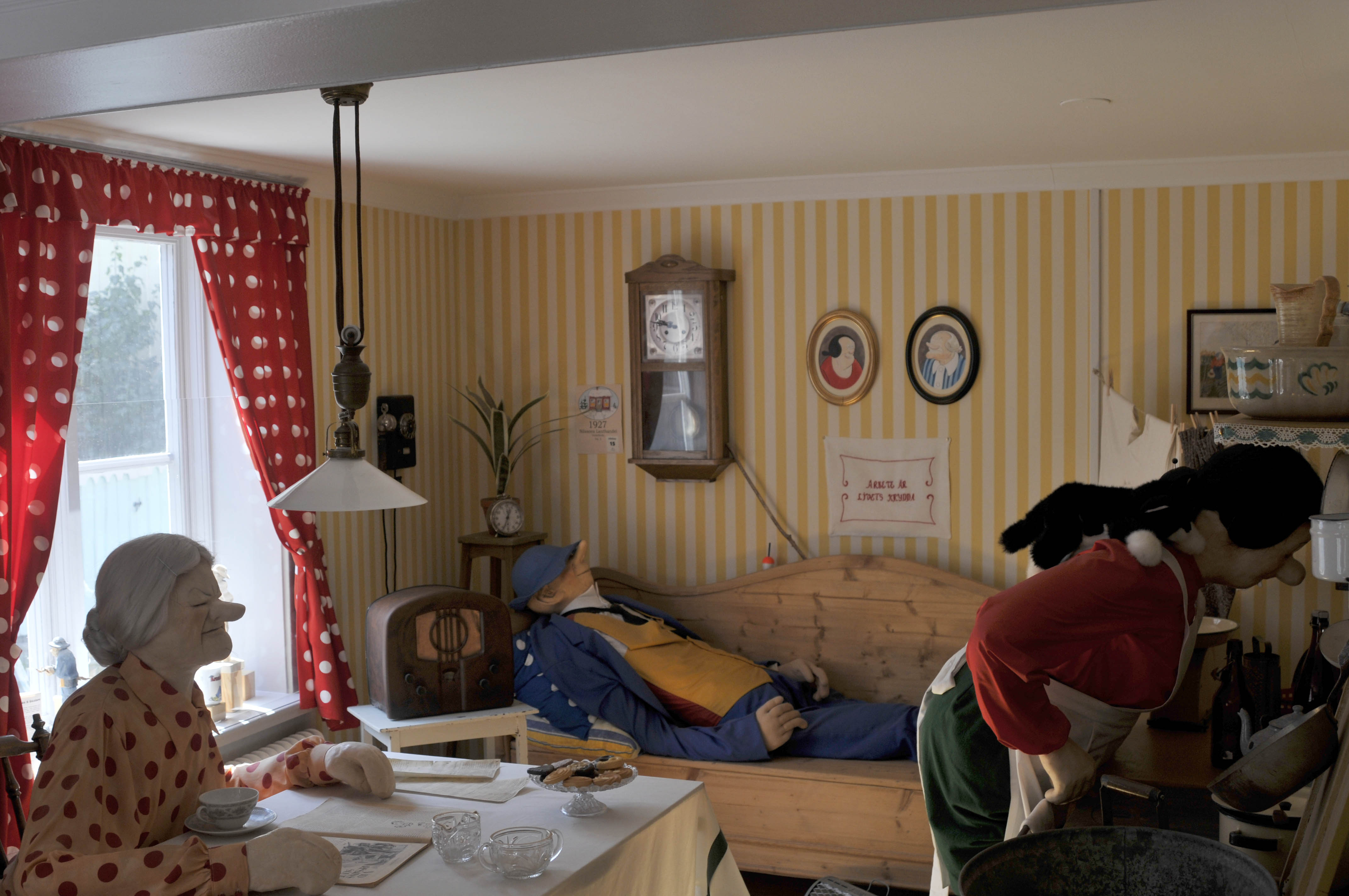
Kronblom.

- Juli - I tidningen Allt för alla börjar Elov Persson teckna sin serie om soffliggaren Kronblom.[1]

## Pristagare
- Pulitzerpriset för "Editorial Cartooning": Nelson Harding, Brooklyn Daily Eagle, för "Toppling the Idol"

## Födda
- 30 januari - Jef Nys (död 2009), belgisk serieskapare.
- 27 mars - Hy Eisman, amerikansk serietecknare.
- 4 april - Joe Orlando (död 1998), amerikansk illustratör och serieskapare.
- 25 april - Albert Uderzo (död 2020), fransk serietecknare, mest känd för Asterix.
- 3 maj - Mell Lazarus (död 2016), amerikansk serieskapare.
- 28 maj - Jim Holdaway (död 1970), brittisk serietecknare, mest känd för att ha ritat Modesty Blaise.
- 8 juni - Rocke Mastroserio (död 1968), amerikansk serietecknare.
- 10 juni - Mitacq (död 1994), belgisk serieskapare.
- 15 juni:
  - Hugo Pratt (död 1995), italiensk serieskapare.
  - Ross Andru (död 1993), amerikansk serietecknare.
- 17 juni - Wally Wood (död 1981), amerikansk serieskapare.
- 15 juli - Jack Abel (död 1996), amerikansk serietecknare.
- 27 september - Romano Scarpa (död 2005), italiensk serietecknare.
- 30 oktober - Will (död 2000), belgisk serieskapare.
- 2 november - Steve Ditko (död 2018), amerikansk serieskapare, mest känd som medskapare till Spider-Man.
- 16 november - Giovan Battista Carpi (död 1999), italiensk serietecknare.
- 17 november - Maurice Rosy (död 2013), belgisk serieförfattare.
- 11 december - John Buscema (död 2002), amerikansk serietecknare.

### Fotnoter
1. ↑  20:e århundrades När Var Hur - 1927, Bernt Himmelstedt, Forum, 1999